# James Rockefeller
James Stillman Rockefeller (ur. 8 czerwca 1902 w Nowym Jorku, zm. 10 sierpnia 2004 w Greenwich) – amerykański finansista, prezes First National City Bank, złoty medalista olimpijski w wioślarstwie.

## Zarys biografii
Był wnukiem znanego finansisty Williama Rockefellera (bratem Williama był John D. Rockefeller). Z finansami związana była także rodzina ze strony matki – dziadek James Stillman i wuj James Alexander Stillman kierowali The National City Bank of New York.
W 1924 ukończył studia na Uniwersytecie Yale. W tym samym roku wystąpił na igrzyskach olimpijskich w Paryżu, gdzie reprezentanci Stanów Zjednoczonych w składzie: Leonard Carpenter, Howard Kingsbury, Alfred Lindley, John Miller, James Rockefeller, Frederick Sheffield, Benjamin Spock, Alfred Wilson i Laurence Stoddard (sternik) zdobyli złoty medal w ósemkach. W finale o ponad 15 sekund wyprzedzili drugich na mecie Kanadyjczyków. Był to jego jedyny start olimpijski. W ostatnich latach życia Rockefeller był najstarszym żyjącym amerykańskim mistrzem olimpijskim.
Od 1930 pracował w The National City Bank of New York – w latach 1952-1967 kierował tą instytucją kolejno jako dyrektor i prezes. Bank w okresie jego kierownictwa i później kilkakrotnie zmieniał nazwę – The First National City Bank, Citibank, Citigroup. Rockefeller zajmował się także innymi przedsiębiorstwami rodzinnymi, prowadził także działalność filantropijną.
Jego żona Nancy Carnegie była stryjeczną wnuczką przemysłowca Andrew Carnegie.